# Редокс-потенцијал
Редокс-потенцијал је мера способности неке супстанце у раствору да прима електроне:
- јако редукујуће средство које лако отпушта електроне има висок негативни редокс-потенцијал,
- јако оксидујуће средство које лако прима електроне има висок позитивни редокс-потенцијал.

Редокс-потенцијал је исто што и електродни потенцијал.